# Regina del Castello di Oliveto Citra
La Regina del Castello (o Vergine del Castello di Oliveto Citra, o più semplicemente la Madonna di Oliveto Citra) è il titolo con cui si invoca la Vergine Maria, che sarebbe apparsa nella cittadina di Oliveto Citra il 24 maggio 1985.

## Storia dell'apparizione
La sera del 24 maggio 1985, durante i festeggiamenti per il patrono san Macario Abate, dodici ragazzi giocavano nella piazzetta del Castello Normanno, dove si erano recati "dopo aver visto una stella cadente che si dirigeva verso il castello".I ragazzi sentirono il pianto di un bambino proveniente dal di là del cancello. Non trascorse molto tempo, quando videro una giovane e bellissima Signora con un bambino tra le braccia. Sorridente, li invito' a non fuggire e a non aver paura. Alcuni adulti, allertati dai fortunati veggenti, si recarono sul posto. Tra questi, Anita Rio, una giovane barista, che nonostante lo scetticismo iniziale, fu investita dalla stessa visione. L'apparizione venne descritta come una donna giovanissima vestita di bianco, con il manto celeste con filettatura d'oro e una cintura gialla, una corona di stelle intorno al capo e i piedi poggiati su delle nubi, mentre reggeva sul braccio destro il Bambino e questi a sua volta una corona del rosario.
La notte seguente la Madonna sarebbe nuovamente apparsa ad Anita. La veggente le avrebbe chiesto perché era stata scelta, e la Madonna avrebbe risposto che non aveva scelto solo lei, ma che sarebbe stata vista da molte persone e che alla fine sarebbero restati solo quelli che avrebbero avuto il coraggio di credere. 
Da quella sera comincerà una lunga serie di visioni per la giovane e per altri veggenti (Bacco Umberto, Donato Bracigliano, Rosaria Giglio, Angela Abbate, Umberto Gagliardi, Carmine Acquaviva).
La Vergine, inoltre, si sarebbe manifestata anche attraverso fenomeni straordinari, come la presenza di una nuvola rosa che avrebbe cominciato a roteare intorno al castello e alla vista di centinaia di fedeli proprio come sarebbe stato annunciato precedentemente ai presunti veggenti, in segno della sua presenza. Da menzionare il profumo indescrivibile che avvolge il luogo sacro, la cui fonte non si è riuscita ad individuare e che ha accompagnato, gioiosamente, l'esperienza di quanti si sono recati nel luogo sacro.
Fu costituito un comitato che raccoglieva i messaggi dati ai veggenti e gestiva l'accesso al cancello ,delle apparizioni , dei numerosissimi pellegrini . Il comitato poi fu trasformato in fondazione . Facevano parte sia del comitato che della fondazione alcune persone tra i quali Raffaele Di Guida, ed altre persone del posto .
Nell’anno 1989 il Parroco Don Peppino Amato costitui' la "Fondazione Regina del Castello". Uno degli scopi principali era l'assistenza alle famiglie bisognose e ai meno abbienti, e vigilare su tutto ciò che si verificava in relazione alle apparizioni. 
In onore della Santa Vergine, fu costruita su esplicito desiderio della Madonna, un'edicola. L'opera fu affidata al progettista prof. Riccardo Dalisi, ordinario di architettura presso l’Università degli Studi di Napoli, che nel realizzarla si ispirerà ad una stella così come riferito dai dodici fanciulli che asserirono di aver visto, la sera del 24 maggio 1985, prima una scia luminosa dirigersi verso il castello (stella cadente), poi il lamento di una giovane donna con un bambino in braccio.